# Norops omiltemanus
Norops omiltemanus este o specie de șopârle din genul Norops, familia Polychrotidae, descrisă de Davis 1954. A fost clasificată de IUCN ca specie cu risc scăzut. Conform Catalogue of Life specia Norops omiltemanus nu are subspecii cunoscute.